# 510
Évszázadok: 5. század – 6. század – 7. század
Évtizedek: 460-as évek – 470-es évek – 480-as évek – 490-es évek – 500-as évek – 510-es évek – 520-as évek – 530-as évek – 540-es évek – 550-es évek – 560-as évek
Évek: 505 – 506 – 507 – 508 –  509 – 510 – 511 – 512 – 513 – 514 – 515

## Események
- Theoderic, Itália osztrogót királya consullá nevezi ki Boethiust, a neves filozófust és teológust.
- Az osztrogótok felmentik a frankok által ostromolt Arles-t.
- Tato longobárd királyt unokaöccse, Wacho meggyilkolja. Wacho ezután elfoglalja a trónt, feleségül veszi a türingek királyának lányát, Raicundát és hadjáratot indít Pannónia elfoglalására.

## Születések
- Szent Aredius, I. Theudebert frank király kancellárja, Attane apátja
- Vej Hsziaoming-ti, Északi Vej császára
- Vej Hsziaovu-ti, Északi Vej császára

## Halálozások
- Tato, longobárd király

## Fordítás
- Ez a szócikk részben vagy egészben  a(z)   510 című angol Wikipédia-szócikk ezen változatának fordításán alapul.  Az eredeti cikk szerkesztőit annak laptörténete sorolja fel. Ez a jelzés csupán a megfogalmazás eredetét és a szerzői jogokat jelzi, nem szolgál a cikkben szereplő információk forrásmegjelöléseként.